# Alpen (Selsawet Wjalemitschy)
Alpen (belarussisch Альпень; russisch Ольпень) ist ein Dorf im Selsawet Wjalemitschy in der Breszkaja Woblasz, Belarus. Das Dorf wurde zum ersten Mal im Jahre 1479 erwähnt.

## Demographie
In den letzten Jahren des 20. Jahrhunderts zeichnete sich die demographische Lage des Dorfes durch starke Überalterung der Bevölkerung aus.
Das Dorf Alpen wurde im Stück Pinsker Szlachta des belarussischen Schriftstellers Wincenty Dunin-Marcinkiewicz erwähnt.